# Vissoie

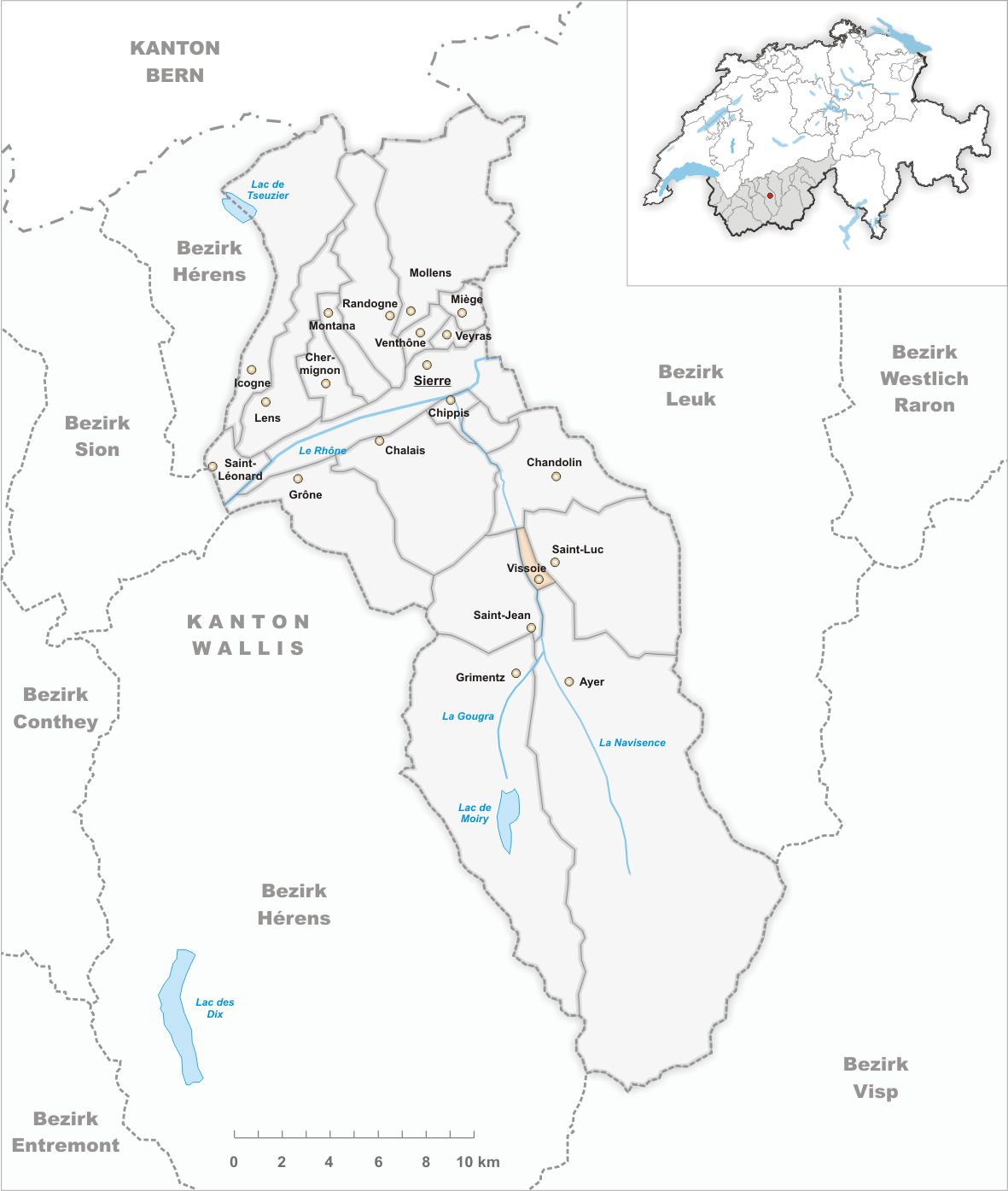
Gemeindestand vor der Fusion am 1. Januar 2009

Vissoie (deutsch früher Esso) ist eine Pfarrgemeinde des Dekanats Siders sowie eine Burgergemeinde mit einem Burgerrat im Bezirk Siders und war bis zum 31. Dezember 2008 eine politische Gemeinde im Val d’Anniviers des Kantons Wallis in der Schweiz.

Luftbild (1970)

Auf den 1. Januar 2009 hat Vissoie mit den übrigen fünf Gemeinden des Tals (Ayer, Chandolin, Grimentz, Saint-Jean und Saint-Luc) zur Gemeinde Anniviers fusioniert.

## Bevölkerung
| Bevölkerungsentwicklung | Bevölkerungsentwicklung | Bevölkerungsentwicklung | Bevölkerungsentwicklung | Bevölkerungsentwicklung | Bevölkerungsentwicklung |
| ----------------------- | ----------------------- | ----------------------- | ----------------------- | ----------------------- | ----------------------- |
| Jahr                    | 1798                    | 1910                    | 1950                    | 2000                    | 2008                    |
| Einwohner               | 165                     | 309                     | 310                     | 451                     | 479                     |

## Post

1956 kam die neue Poststelle aus Platz- und verkehrstechnischen Gründen zum Nordeingang des Dorfkerns

Mitte des 19. Jahrhunderts wird im Val d’Anniviers ein Postdienst eingerichtet, um dessen geografische Isolation zu überwinden. Zu dieser Zeit dient im Dorf Vissoie ein Holzgebäude als Postablage. Als 1890 ein Brand dieses Depot zerstört, wird die Postablage zunächst in einen Bau am Kirchplatz verlagert und 1907 im Erdgeschoss der Telefonzentrale untergebracht. Im Jahr 1922 wird an der Place de la Tour ein neues Postamt im Erdgeschoss der Wohnung von Émilie Crettaz, der damaligen Posthalterin eröffnet. Trotz der zentralen Lage machen die dortigen Verkehrsbehinderungen eine erneute Versetzung notwendig.
Nach mehr als drei Jahrzehnten Warten und Diskussionen mit der Generaldirektion PTT wird im Oktober 1954 das neue Gebäude der PTT auf einem Grundstück der Pfarrei Vissoie errichtet und eingeweiht. Im selben Monat wird dort auch eine neue automatische Telefonzentrale eröffnet. Bis 1986 wird die Wohnung im Obergeschoss der Poststelle der Familie Crettaz vermietet, die ab 1918 in mehreren Generationen die Post in Vissoie führt. Seither dient sie als private Ferienwohnung. Die Poststelle besteht weiterhin und Vissoie stellt eines der höchsten ganzjährig bewohnten Dörfer der Schweiz dar.